# هربرت اسکات گولد مایلز
هربرت اسکات گولد مایلز (انگلیسی: Herbert Miles; ۳۱ ژوئیهٔ ۱۸۵۰ – ۶ مهٔ ۱۹۲۶) فرد نظامی اهل پادشاهی متحد بریتانیای کبیر و ایرلند بود. وی همچنین برندهٔ جوایزی همچون نشان حمام، نشان امپراتوری بریتانیا، و نشان سلطنتی ویکتوریایی شده‌است.